# Sci alpino ai XIV Giochi olimpici invernali - Slalom gigante LW6/8 maschile
Tra le competizioni dello sci alpino ai XIV Giochi olimpici invernali di Sarajevo 1984 lo slalom gigante LW6/8 maschile si disputò sabato 11 febbraio sulle piste di Jahorina; si trattò di una gara dimostrativa di sci alpino paralimpico riservata ad atleti con disabilità a un arto superiore (categorie LW6/8). La gara, che non prevedeva l'assegnazione di medaglie, fu vinta dallo svizzero Paul Neukomm davanti all'austriaco Dietmar Schweninger e all'altro svizzero Rolf Heinzmann.

## Risultati
| Pos. | Atleta              | Nazione     | Tempo   |
| ---- | ------------------- | ----------- | ------- |
| 1    | Paul Neukomm        | Svizzera    | 1:02,19 |
| 2    | Dietmar Schweninger | Austria     | 1:03,04 |
| 3    | Rolf Heinzmann      | Svizzera    | 1:03,25 |
| 4    | Heinz Moser         | Svizzera    | 1:03,66 |
| 5    | Reed Robinson       | Stati Uniti | 1:04,78 |
| 6    | Srečko Kos          | Jugoslavia  | 1:05,32 |
| 7    | Franc Komar         | Jugoslavia  | 1:08,40 |
| 8    | Štefan Ahačič       | Jugoslavia  | 1:10,57 |